# Едуардо Мелло Борхес
Едуардо Мелло Борхес (нар. 14 жовтня 1986) — бразильський футзаліст, натуралізований в Азербайджані.

## Кар'єра
На чемпіонаті Європи 2016 року забив гол у ворота Чехії на груповому етапі. 16 січня 2022 року був включений до складу збірної Азербайджану на чемпіонат Європи 2022.